# William Howard Stein
William Howard Stein (Nueva York, EE. UU., 25 de junio de 1911 - íd. 2 de febrero de 1980) fue un químico, bioquímico y profesor universitario estadounidense galardonado con el Premio Nobel de Química en 1972.

## Biografía
Nació el 25 de junio de 1911 en la ciudad de Nueva York. Estudió química en la Universidad de Harvard, donde se licenció el 1930, y posteriormente se doctoró en la Universidad de Columbia el 1939. En la Universidad Rockefeller de Chicago inició su investigación bajo la dirección de Max Bergmann, junto a Stanford Moore y, posteriormente, fue nombrado catedrático de bioquímica.
Stein murió el 2 de febrero de 1980 en su residencia de Nueva York.

## Investigación científica
Junto a Stanford Moore logró completar la secuencia de la molécula de la ribonucleasa, observando la naturaleza y orden de sus ciento veinticinco aminoácidos. Fue la primera enzima cuya estructura se clarificó definitivamente.
En 1972 le fue concedido la mitad del Premio Nobel de Química, que compartió con Stanford Moore, por sus trabajos sobre la relación entre la estructura química y la actividad catalítica del núcleo de las moléculas de la ribonucleasa. La otra mitad del premio recayó en los trabajos independientes de Christian B. Anfinsen sobre la ribonucleasa.
| Predecesor: Gerhard Herzberg | Premio Nobel de Química 1972 | Sucesor: Ernst Otto Fischer Geoffrey Wilkinson |

- Datos: Q156492